# Gregório Camatero
Gregório Camatero (em grego: Γρηγόριος Καματηρός; romaniz.: Grēgorios Kamatēros; fl. 1188–ca. 1126/32) foi um oficial bizantino sênior. De origens humildes, mas muito bem educado, alcançou alto ofício sob o imperador Aleixo I Comneno (r. 1081–1118) e posteriormente tornou-se logóteta do secreto, o primeiro ministro de facto do império, sob Aleixo e João II (r. 1118–1143). Através de seu casamento como Irene Ducena, uma parente da família real, ele fundou a dinastia burocrática dos Ducas-Camateros.

## Vida

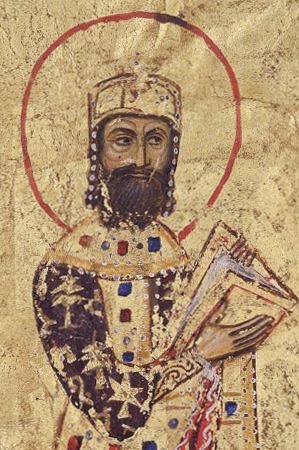
Iluminura de r.

Há várias referências dispersas para um "Gregório Camatero" em documentos e selos do final do século XI/começo do XII. Muitos estudiosos consideram-as referências à mesma pessoa, com a notável exceção do historiador Vitalien Laurent, que duvida desta identificação. Segundo o historiador Nicetas Coniates, Gregório Camatero foi de nascimento humilde e indistinto. Contudo, era distinto por sua grande erudição, que se dizia compreender todos os campos do conhecimento. Ele aparece pela primeira vez num documento do ano 1088, como um logariasta (contador) do departamento geral. O mesmo documento também dá o nome de seu pai como Basílio.
Pelo tempo da conspiração frustrada de Nicéforo Diógenes contra Aleixo I Comneno (r. 1081–1118) em 1094, ele era um "recém-nomeado" secretário do imperador, e participou na interrogação de Diógenes. Um selo atesta que reteve o ofício de governador, com o título de pretor, dos temas conjuntos do Peloponeso e Hélade. Segundo Coniates, ele tornou-se rico devido aos tributos fundiários nas províncias, possivelmente referendo-se a seu posto. A riqueza acumulada teria-lhe permitido casar com uma parente da família imperial, Irene Ducena, e ele foi promovido à alta posição de sebasto e os postos de protoasecreta e mesmo logóteta do secreto por Aleixo I.
O protoasecreta foi originalmente o chefe da chancelaria imperial, mas segundo o historiador Paul Magdalino, Gregório Camatero pode ter sido o primeiro protoasecreta a chefiar o tribunal com o qual o ofício esteve principalmente associado mais adiante no século XII. O posto de logóteta do secreto foi uma criação de Aleixo I, originalmente encarregado simplesmente com vários departamentos combinados do governo (secretos), mas que pela virada do século XII foi estabelecido como o primeiro ministro de facto. O arcebispo Teofilacto de Ocrida, que manteve relações amistosas com Gregório e endereçou-lhe cinco cartas, afirma que ele foi muito influente na corte, enquanto a monodia sobre a ocasião de seu funeral pelo poeta cortesão Teodoro Prodromo coloca-o como o governante virtual do império.
Após a ascensão de João II Comneno (r. 1118–1143), parece que Gregório foi marginalizado por algum tempo, com o governo sendo chefiado pelos favoritos de João, o paracemomeno João Comneno e o protovestiário Gregório Taronita. Como o último mostrou-se ineficiente, Gregório Camatero foi reconhecido, mas, como Magdalino afirma, provavelmente não "em sua total capacidade anterior"; não só teve que compartilhar a responsabilidade do governo com o paracemomeno, mas o grande doméstico João Axuco agora dominava a corte.
Próximo ao fim de sua vida, ele e sua esposa retiraram para um mosteiro. A data exata da morte de Gregório é incerta, mas é colocada entre 1126 e 1132 com base numa referência da aparição de um cometa na monodia fúnebre de Prodromo. Outro poeta cortesão, Nicolau Calicles, também escreveu um poema sobre a ocasião da morte de Gregório.

## Família
Gregório Camatero casou-se com Irene Ducena, provavelmente uma filha do protoestrator Miguel Ducas e portanto sobrinha de Aleixo I. Irene Ducena viveu mais que seu marido, mas a data de sua morte é incerta. A união acarretou na emergência da linhagem Ducas-Camatero, que reteve altos ofícios sob os imperadores Comnenos por todo o século XII.
Muitos dos filhos do casal são desconhecidos. Um filho chamado Miguel morreu jovem, e um contemporâneo Teodoro Camatero também foi provavelmente filho deles. Os filhos melhor conhecidos de Gregório são o alto oficial João Ducas Camatero e o alto oficial e teólogo Andrônico Camatero. O filho do último, Basílio Ducas Camatero, também foi um alto oficial, enquanto sua filha Eufrósine Ducena Camaterina tornar-se-ia imperatriz de Aleixo III Ângelo (r. 1195–1203).